# Atanas Golomejew
Atanas Golomejew (bulgarisch Атанас Голомеев) (* 5. Juli 1947 in Sofia; † 12. August 2023) war ein bulgarischer Basketballspieler, -trainer und -funktionär.

## Werdegang
Der sportlich vielseitig begabte Golomejew spielte als Torwart Fußball, betrieb ebenso Schwimmsport und Leichtathletik (Hochsprung und Diskuswurf). 1961 kam er als Zuschauer der Sommer-Universiade in seiner Heimatstadt Sophia erstmals mit dem Basketballsport in Berührung. Golomejew spielte in der Schule, dann von 1965 bis 1967 bei ZSKA Sofia.
Der die Spitznamen Nasko und Zmeya tragende Golomejew zog 1968 nach Montréal in Kanada, wo sein Vater für den bulgarischen Staat im diplomatischen Dienst tätig war. Golomejew nahm an der in Montréal gelegenen McGill University ein Architekturstudium auf und spielte für die Hochschulbasketballmannschaft. Der 2,08 Meter große Innenspieler erzielte für McGill 1968/69 in 24 Einsätzen einen Mittelwert von 37,5 Punkten je Begegnung, stellte damit eine neue Hochschulbestmarke auf und wurde als Sportler des Jahres der McGill University ausgezeichnet. Sein Höchstwert in einem Spiel für McGill waren 56 Punkte, die er im Februar 1969 erreichte. Im selben Spiel kam der Bulgare auch auf 27 Rebounds. Er kehrte 1969 nach Bulgarien zurück. Die NBA-Mannschaft New York Knicks erwog gemäß Berichten Golomejews Verpflichtung. Ein Wechsel ins Profigeschäft kam aufgrund der beruflichen Stellung seines Vaters und des Ausschlusses von Berufsbasketballspielern aus Nationalmannschaften nicht in Frage. US-Hochschulmannschaft luden ihn ebenfalls ein, aus politischen Gründen wurde ihm vom bulgarischen Staat nicht genehmigt, in die Vereinigten Staaten zu wechseln, aus demselben Grund platzte 1973 auch ein Wechsel zum FC Barcelona.
In Bulgarien spielte er zwischen 1969 und 1974 für Akademik Sofia und bei Lewski Sofia (1974 bis 1981 sowie 1983/84). Von 1981 bis 1983 war Golomejew Mitglied des türkischen Erstligisten Güney Sanayi in Adana. Er gewann zehnmal die bulgarische Meisterschaft (1967, 1968, 1970, 1971, 1972, 1973, 1978, 1979, 1981, 1982) und viermal den bulgarischen Pokalwettbewerb (1976, 1979, 1982, 1983). Golomejew bestritt ebenfalls Spiele im Europapokal. Im Februar 1970 führte er Akademik Sofia im Europapokal der Landesmeister zu einem 101:86-Sieg über Real Madrid, indem er 38 Punkte erzielte. Im Dezember 1970 gelangen ihm im selben Wettbewerb beim 94:90-Sieg über Dinamo Bukarest 47 Punkte.

### Nationalmannschaft
Golomejew war Teilnehmer der Europameisterschaftsendrunden 1969, 1971, 1973, 1975 und 1977. Bei den EM-Turnieren 1973 (22,3 Punkte je Begegnung) und 1975 (23,1 Punkte je Begegnung) stand er jeweils in der Korbschützenliste auf dem ersten Platz.

## Trainer und Funktionär
Als Trainer von Lewski Sofia gewann er 1986 die bulgarische Meisterschaft. Von 1991 bis 1993 war er Vorsitzender des Bulgarischen Basketballverbandes.

## Sonstiges
Golomejew wurde 1991 in die Liste der 50 besten Spieler in der Geschichte des Weltverbandes FIBA aufgenommen. 2019 wurde er Mitglied der FIBA-Ruhmeshalle. Er war Träger des Ordens „Stara Planina“.